# Từ của năm (Đức)
Từ của năm (Đức) là những từ ngữ hay được sử dụng trong năm đó cho những biến cố đặc biệt hay những cuộc thảo luận nổi bật, lần đầu tiên được chọn ở Đức vào năm 1971 và từ 1977 thường xuyên được hội tiếng Đức (Gesellschaft für deutsche Sprache) (GfdS) ở Wiesbaden công bố khi nhìn về ngôn ngữ của năm vừa qua và từ năm 1978 được đăng trên tạp chí Der Sprachdienst (dịch vụ ngôn ngữ). Bắt đầu từ năm 1991, mỗi năm lại được chọn một từ không chuẩn (Unwort) mà lại hay được dùng; thỉnh thoảng nhưng không đều đặn cũng lựa một câu của năm. Từ 2008 còn có lựa chọn một từ thiếu niên (Jugendsprache|Jugendwort) của năm.
Từ 1977 đến 1999 từ của năm tại nước Đức đồng thời cũng là từ tiếng Đức của năm. Nhưng mà vì các từ thường được lựa chọn có liên hệ đến những sự kiện chỉ xảy ra ở Đức, cho nên các nước khác dùng tiếng Đức cũng bắt đầu lựa chọn từ riêng cho nước mình. Ở Áo bắt đầu từ 1999, ở Liechtenstein 2002 và ở Thụy Sĩ 2003.
Năm 1999, cho thế kỷ 20 100 từ của thế kỷ (100 Wörter des Jahrhunderts) đã được lựa chọn.

## Từ của năm
| Năm  | Từ của năm (tiếng Dức) | nghĩa                                                             | Giải thích |
| ---- | ---------------------- | ----------------------------------------------------------------- | --- |
| 1971 | aufmüpfig              | có khuynh hướng nổi loạn, không chịu phục tùng                    | Ban đầu được dùng khi nói về phong trào 68, nhất là về phong trào của sinh viên Đức |
| 1977 | Szene                  | nhóm, giới, cộng đồng                                             | Từ ghép được dùng nói về các nhóm hay được báo chí chú ý: giới dùng ma túy, giới đồng tính, giới nhảy disco |
| 1978 | konspirative Wohnung   | căn hộ có mưu đồ                                                  | Nói về chỗ ẩn núp những người bắt cóc Hanns-Martin Schleyer, cảnh sát đã thất bại không khám phá ra |
| 1979 | Holocaust              | Holocaust                                                         | Loạt phim của TV Mỹ Holocaust, dẫn tới sự chú ý của quần chúng về tội ác Đức Quốc xã. |
| 1980 | Rasterfahndung         | Một phương pháp điều tra mới                                      | Biện pháp để tìm ra những tội nhân do sự đe dọa của khủng bố từ thập niên 70. |
| 1981 | Nullösung              | Giải pháp số không                                                | Đề nghị của tổng thống Hoa Kỳ Ronald Reagan rút tất cả các hỏa tiễn nguyên tử khỏi Âu Châu |
| 1982 | Ellenbogengesellschaft | xã hội ích kỷ, chụp dựt                                           | Từ dùng bởi các nhà chỉ trích lo sợ xã hội phát triển nền văn hóa thiếu tinh thần xã hội, chỉ đua tranh, ích kỷ, tàn nhẫn |
| 1983 | Heißer Herbst          | Mùa thu nóng bức                                                  | Một loạt các phản đối rộng lớn chống lại quyết định kép của NATO (cho đặt hỏa tiễn nguyên tử ở Tây Âu) và cổ cũ cho phong trào đòi hòa bình |
| 1984 | Umweltauto             | Xe thân thiện với môi trường, ít hao tốn nhiên liệu               | Một đề tài của phong trào bảo vệ môi trường |
| 1985 | Glykol                 | glycol                                                            | Vụ bê bối pha chất glycol vào rượu nho của một số nhà làm rượu nho ở Áo và bán số rượu này sang Đức. |
| 1986 | Tschernobyl            | Chernobyl                                                         | Đề cập tới Thảm họa Chernobyl |
| 1987 | AIDS, Kondom           | AIDS và condom                                                    | Việc gia tăng sự chú ý của truyền thông do sự lan tràn bệnh HIV/AIDS disease và đưa đến phong trào cổ vũ cho Tình dục an toàn |
| 1988 | Gesundheitsreform      | Cải tổ y tế                                                       | Dự định của chính phủ Đức để giảm chi phí của thuốc men. |
| 1989 | Reisefreiheit          | Tự do đi lại                                                      | Một đòi hỏi quan trọng của cuộc cách mạng yên bình Đức, mà dẫn tới sự sụp đổ của Bức tường Berlin |
| 1990 | Die neuen Bundesländer | Những bang mới                                                    | Các bang Brandenburg, Sachsen, Sachsen-Anhalt, Thüringen và Mecklenburg-Vorpommern trở thành một phần của Cộng hòa Liên bang Đức khi nước Đức thống nhất                                                                                                  |
| 1991 | Besserwessi            | Phối hợp chữ Beserwisser và Wessi (người Tây Đức)                 | Cảm nhận của công dân Đông Đức cũ sau khi thống nhất là những gì họ hoàn thành trướsc đó bị xem là thấp kém và không có giá trị. |
| 1992 | Politikverdrossenheit  | Không để ý tới các vấn đề chính trị                               | Cảm nhận qua số người đi bầu và số đảng viên |
| 1993 | Sozialabbau            | Giảm các phúc lợi xã hội                                          | Các biện pháp tiết kiệm bởi đảng bảo thủ Helmut Kohl |
| 1994 | Superwahljahr          | năm có nhiều cuộc bầu cử                                          | Năm này có bầu cử quốc hội liên bang, bầu quốc hội Âu Châu và 8 cuộc bầu cử địa phương. |
| 1995 | Multimedia             | multimedia                                                        | Từ để chỉ sự phát triển những tập tin trong thời đại Kỹ thuật số |
| 1996 | Sparpaket              | Chương trình tiết kiệm                                            | Tập hợp những biện pháp để đạt được chỉ tiêu tiết kiệm chi phí cho việc thống nhất nước Đức |
| 1997 | Reformstau             | Ngừng trệ cải tổ                                                  | Từ để chỉ trích những trễ nải đối với những cải tổ cần thiết thời thủ tướng Kohl. |
| 1998 | Rot-Grün               | Đỏ-Xanh                                                           | Chỉ chính phủ liên hiệp giữa đảng SPD và đảng Xanh, được lãnh đạo bởi thủ tướng Gerhard Schröder |
| 1999 | Millennium             | Thiên niên kỷ                                                     | Từ được dùng để nói tới năm 2000 sắp tới |
| 2000 | Schwarzgeldaffäre      | "Vụ bê bối tiền "Đen""                                            | Nói tới việc bê bối quyên tiền của đảng CDU mà nhân vật chính là Helmut Kohl |
| 2001 | Der elfte September    | 11 tháng 9                                                        | Nói tới Sự kiện 11 tháng 9 |
| 2002 | Teuro                  | Từ ghép từ chữ teuer ("đắt đỏ") và Euro                           | Sự cảm nhận của công chúng việc đổi tiền từ Deutsche Mark sang Euro làm cho giá cả tăng giá ngầm. |
| 2003 | Das alte Europa        | Âu Châu cổ hũ                                                     | Một từ được tạo ra bởi bộ trưởng bộ quốc phòng Hoa Kỳ Donald Rumsfeld, đề cập tới các quốc gia Âu Châu mà đã không ủng hộ cuộc xâm chiếm Iraq 2003 |
| 2004 | Hartz IV               |                                                                   | Cải tổ xã hội bằng cách nhập chung trợ cấp những người thấp nghiệp lâu năm với trợ cấp xã hội. |
| 2005 | Bundeskanzlerin        | Nữ thủ tướng                                                      | Angela Merkel trở thành người phụ nữ đầu tiên giữ chức vụ thủ tướng Đức |
| 2006 | Fanmeile               | Quãng đường dài đầy người hâm mộ                                  | Nói tới việc xem truyền hình tập thể những trân đấu 2006 FIFA World Cup, lôi cuốn cả hàng trăm ngàn khán giả |
| 2007 | Klimakatastrophe       | Thay đổi khí hậu đưa đến những tai họa                            | Nói tới những ảnh hưởng của Reference to the worst possible outcome of the hâm nóng toàn cầu |
| 2008 | Finanzkrise            | Khủng hoảng tài chính                                             | Cuộc Khủng hoảng tài chính 2007–08 là đề tài chính trong những cuộc thảo luận về chính trị, kinh tế trong năm |
| 2009 | Abwrackprämie          | Tiền thưởng phế thải xe                                           | Biện pháp chính trị để giúp đỡ kỹ nghệ xe hơi ảnh hưởng bởi Khủng hoảng tài chính 2007–08, mà thưởng EUR 2.500 cho những ai mua xe mới toanh và phế thải xe cũ thay vì bán lại                                                                            |
| 2010 | Wutbürger              | Bao gồm chữ Wut ("giận dữ") và Bürger ("người dân")               | Tiêu biểu giới người trung tuần, về xã hội và tài chính yên ổn, chưa từng có kinh nghiệm tham dự biểu tình một cách đầy sôi động, nóng nảy (đặc biệt để chỉ những người chống đối chương trình Stuttgart 21)                                              |
| 2011 | Stresstest             | Thử nghiệm để đo lường phản ứng đối với stress                    | Một loạt thử nghiệm về sự vững bền không liên hệ với nhau như: thử sự bền vững của các nhà băng ở EU, định lại vai trò của các nhà máy nguyên tử sau Sự cố nhà máy điện Fukushima I, và việc trọng tài phân xử liên quan đến Stuttgart 21                 |
| 2012 | Rettungsroutine        | Công việc chữa cháy thường xuyên                                  | Một từ ít dùng được tạo ra bởi chính trị gia Đức Wolfgang Bosbach, chỉ teisch một loạt biện pháp đối phó với Khủng hoảng nợ công châu Âu mà được Bundestag chấp thuận một cách vội vã, không được thảo luận kỹ lưỡng, cũng như xem xét các biện pháp khác |
| 2013 | GroKo                  | Viết tắt từ Große Koalition (Liên minh chính phủ giữa 2 đảng lớn) | Việc thành lập liên minh chính phủ giữa CDU/CSU và SPD |
| 2014 | Lichtgrenze            | Ranh giới bằng đèn                                                | Việc thiết lập đèn để ăn mừng 25 năm ngày bức tường Berlin sụp đổ. |